# Jan Płonka

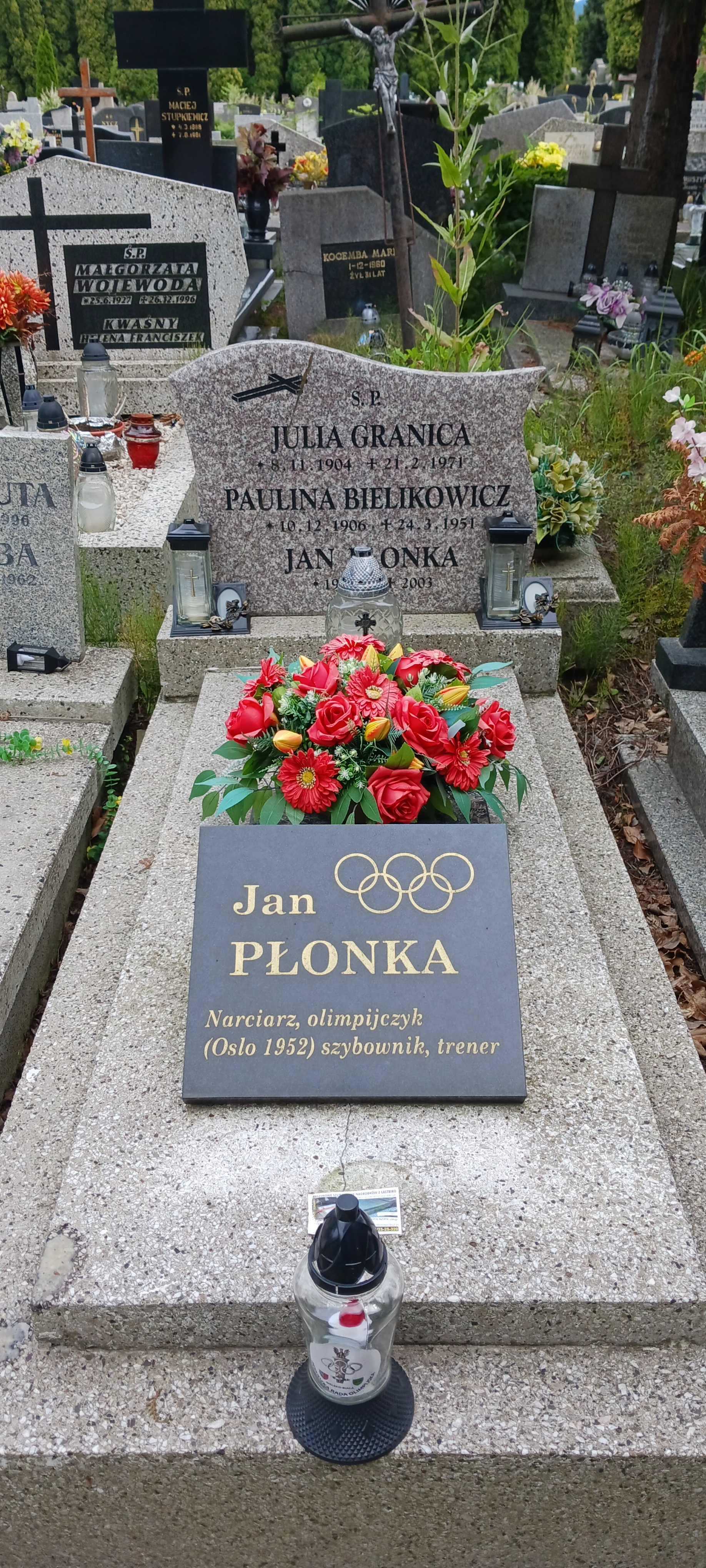
Grób Jana Płonki na cmentarzu Opatrzności Bożej przy ul. Cmentarnej w Bielsku-Białej

Jan Józef Płonka (ur. 24 września 1920 w Kamienicy, zm. 8 lutego 2003 w Bielsku-Białej) – narciarz, olimpijczyk z Oslo 1952.
Przez całe życie był związany z Bielskiem i śląskimi Beskidami. W czasie okupacji w lutym 1944 r. zdobył drugie miejsce w konspiracyjnych Narciarskich Mistrzostwach Śląska, rozgrywanych w oparciu o Schronisko turystyczne na Trzech Kopcach. Po wojnie był dwukrotnym mistrzem Polski w slalomie gigancie oraz dwukrotnie wicemistrzem w tej konkurencji.
Na igrzyskach olimpijskich w 1952 roku zajął 39. miejsce w slalomie gigancie oraz 60. miejsce w slalomie specjalnym.
Za swe wyniki otrzymał tytuł Mistrza Sportu.